# Santiago Vilanova i Tané
Santiago Vilanova i Tané   (Olot, 9 de gener de 1947) és un periodista, escriptor, consultor ambiental i històric ecologista català.

## Biografia
Ha participat en la fundació de diverses organitzacions ecologistes, algunes de les quals ha presidit, com ara el Col·lectiu de Periodistes Ecologistes de Catalunya, l'associació Una Sola Terra o el partit Els Verds - Alternativa Verda. Ha dirigit la primera revista ecologista catalana Userda, i ha format part d'organismes públics com el Consell Municipal de Medi Ambient i Sostenibilitat de l'Ajuntament de Barcelona.
Ha escrit nombroses publicacions, que inclouen més d'una vintena de llibres. Destaquen El combat ecologista a Catalunya, i L’emergència climàtica a Catalunya. Revolució o col·lapse L'emergència. Col·labora amb diversos mitjans de comunicació, com Nació Digital, L'Unilateral, Diari de Girona, La Vanguardia, El Punt Avui. Va ser redactor a El Correo Catalán (1973-1977), al Diario de Barcelona (1971-1973, 1977), director de la revista Actual (1982) i director del període autogestionari del Diario de Barcelona (1983-1984) i va rebre el Premi Ciutat de Barcelona de Periodisme el 1983. És ponent de la secció d'Ecologia de l'Ateneu Barcelonès.
Va ser cap de llista per Girona de Nacionalistes d’Esquerra el 1980. El 2007, es va presentar a les eleccions municipals a Sant Feliu de Guíxols amb Els Verds-Alternativa Verda, amb el suport de la CUP. La seva candidatura va quedar última, amb un 1,31 per cent dels vots. El 2011 es va presentar a les primàries per elegir el candidat a l'alcaldia de Barcelona de Solidaritat Catalana per la Independència, coalició en la qual estava integrat Els Verds-Alternativa Verda. Va obtenir el 35,8 per cent dels vots, però va ser superat per Santiago Espot, que en va obtenir el 40,5 per cent. El 2017 va anar a les llistes de Junts per Catalunya com a independent a la demarcació de Barcelona per a les Eleccions al Parlament de Catalunya. Va obtenir l'escó de diputat el novembre de 2020 després de la renúncia d'Eduard Pujol en ser acusat d'assetjament sexual. Es va presentar com a cap de llista d'Els Verds-Alternativa Verda a les eleccions municipals de Barcelona de 2023. El seu fons documental ingressa a l'Arxiu Nacional de Catalunya al 2025.

## Obres destacades
- El combat ecologista a Catalunya.  Edicions 62, 1979. ISBN 84-297-1492-8.
- El Síndrome nuclear: el accidente de Harrisburg y el riesgo nuclear en España.  Barcelona: Bruguera, 1980. ISBN 978-84-02-07390-7.[2]
- Chernobil: el fin del mito nuclear. El impacto informativo y biológico del mayor accidente de la industria electronuclear.  Barcelona: Anthropos, 1988. ISBN 978-84-7658-091-2.[2]
- L'Onada ecològica: el repte ambiental català a l'Europa de l'Acta Única.  Barcelona: Edicions 62, 1991. ISBN 978-84-297-3263-4.[2]
- Empresaris verds per a un planeta blau: l'estratègia ambiental de l'empresa del segle XXI.  Barcelona: Blume, 1994. ISBN 978-84-8076-086-7.[2]
- La bomba atòmica de Franco: els objectius militars de l'energia nuclear a Espanya.  Llibres de l'Índex, 2011. ISBN 978-84-96563-75-9.[12]
- Fukushima, el declive nuclear.  Icaria, 2012. ISBN 978-84-9888-400-5.
- Salvem els nostres volcans: crònica periodística i ecologista de la defensa de la Zona Volcànica de la Garrotxa.  Curbet Edicions, 2017. ISBN 978-84-947399-4-1.[13]
- L'Emergència climàtica a Catalunya: revolució o col·lapse.  Barcelona: Edicions 62, 2021. ISBN 978-84-297-7941-7.[3]
- Els conspiradors del canvi climàtic. Barcelona: Lapislàtzuli, 2025.

Novel·les
- El Secret d'Hiva Oa.  Barcelona: Laertes, 1997. ISBN 978-84-7584-336-0.[2]
- Acció paral·lela.  Barcelona: La Magrana, 1984. ISBN 978-84-7410-174-4.[2]
- L'ull blau de Sibèria, XXV Premi de Narrativa Sebstià Joan Arbó.  Cossetània Edicions, 2013-03-01. ISBN 978-84-9034-104-9.[5]
- L'ànima del volcà.  Editorial Base, 2015-06-01. ISBN 978-84-16166-63-3.[14]